# Collin Morikawa
Collin Morikawa (sinh ngày 6 tháng 2 năm 1997) là một tay golf chuyên nghiệp người Mỹ. Anh bắt đầu sự nghiệp PGA Tour của mình với 22 lần cắt liên tiếp, thành tích chỉ vượt qua kỷ lục 25 lần cắt của Tiger Woods. Morikawa có ba lần vô địch giải PGA Tour và hai lần về nhì. Vào tháng 5 năm 2018, Morikawa đã trải qua 3 tuần với tư cách là người chơi golf hàng đầu trong Bảng xếp hạng gôn nghiệp dư thế giới.
Vào ngày 9 tháng 8 năm 2020, Morikawa đã giành chức vô địch PGA 2020, danh hiệu vô địch lớn đầu tiên của anh. Morikawa là tay vợt đầu tiên giành chức vô địch PGA trong trận ra mắt kể từ Keegan Bradley năm 2011. Ở tuổi 23, Morikawa trở thành người thứ tư giành chức vô địch PGA trong kỷ nguyên đấu gậy trước 24 tuổi, sau Jack Nicklaus, Tiger Woods và Rory McIlroy.

## Sự nghiệp bán chuyên
Là con trai của Debbie và Blaine Morikawa, Collin Morikawa là người gốc Hoa-Nhật. Anh tốt nghiệp trường Trung học La Cañada ở La Cañada Flintridge, California, thuộc Quận Los Angeles. Anh ấy từng là tay golf thi đấu cho Đại học California, Berkeley, từ năm 2015 đến năm 2019, trong giải đấu giữa các trường đại học của Hoa Kỳ. Trong thời gian ấy, Collin Morikawa giành chiến thắng năm lần, bao gồm cả chức vô địch Pac-12 2019. Ngoài những chiến thắng cho trường đại học của mình, anh ấy là người có số gậy ít nhất trong các giải như Western Junior, Trans-Mississippi Amateur, Sunnehanna Amateur và Northeast Amateur. Anh ấy đã chơi cho đội vô địch của giải Arnold Palmer Cup vào năm 2017 và 2018, đội vô địch Walker Cup năm 2017 và đội Eisenhower Trophy vào năm 2018 và về nhì với cách biệt một gậy với đất nước về nhất-Đan Mạch với -39 gậy. Morikawa tốt nghiệp Đại học California, Berkeley năm 2019 với bằng quản trị kinh doanh.

## Sự nghiệp chuyên nghiệp
2019
Morikawa đã có trận ra mắt golf chuyên nghiệp tại giải RBC Canada Mở rộng 2019, nơi anh giành vị trí thứ 14. Vào ngày 7 tháng 7, Morikawa về nhì tại giải golf 3M Mở rộng. Vào ngày 14 tháng 7, anh đứng thứ 4 tại John Deere Classic. Với kết quả đó, Morikawa đã đảm bảo tư cách thành viên PGA Tour cho mùa giải 2019–20. Morikawa sau đó đã giành chiến thắng trong sự kiện PGA Tour đầu tiên của mình hai tuần sau đó, tại Barracuda Championship - đánh bại Troy Merritt với ba điểm.
2020
Vào ngày 14 tháng 6, Morikawa giành vị trí dẫn đầu Cuộc thi Charles Schwab 2020 sau 72 lỗ. Đây là giải đấu PGA Tour đầu tiên được tổ chức sau ba tháng gián đoạn do đại dịch COVID-19. Morikawa bỏ lỡ một cú đánh để giành điểm par ở khoảng cách ngắn ở lỗ playoff đầu tiên để thua Daniel Berger.
Vào ngày 26 tháng 6, Morikawa đã bỏ lỡ cơ hội đầu tiên của mình trong PGA Tour tại giải Travelers Championship, kết thúc chuỗi 22 giải vượt qua vòng loại được thực hiện liên tiếp, chuỗi dài thứ hai bắt đầu sự nghiệp chuyên nghiệp của Tiger Woods là 25.
Vào ngày 12 tháng 7, Morikawa đánh bại Justin Thomas trong trận playoff để giành danh hiệu PGA Tour thứ hai tại Workday Charity Open. Morikawa đã vực dậy sau ba gậy kém hơn với ba lỗ còn lại, và thực hiện cú đánh birdie dài 7.62m ở lỗ playoff đầu tiên để có tỉ số hòa điểm, trước khi giành chiến thắng với tỷ số ngang bằng ở lỗ playoff thứ ba.
Vào ngày 9 tháng 8, Morikawa đã giành chức vô địch PGA 2020 để giành được một suất đánh trong các giải đấu Major trong lần khởi tranh chức vô địch lớn thứ hai của anh ấy. Trong vòng cuối cùng, Collin Morikawa chỉ đánh hết 64 gậy và thành tích của anh đã hòa với vòng đánh cuối cùng có số gậy thấp nhất của một Nhà vô địch PGA, so với Steve Elkington trong Giải vô địch PGA 1995. Với chiến thắng của mình, Morikawa là golfer trẻ tuổi thứ ba giành chức vô địch PGA Championship khi anh ấy vô địch sự kiện này ở tuổi 23. Morikawa cũng là golfer thứ tư giành chức vô địch PGA trước khi tròn 24 tuổi.
2021
Vào ngày 28 tháng 2, Morikawa đã giành chức vô địch trong giải WGC-Workday Championship năm 2021 tại Câu lạc bộ Golf Concession ở Bradenton, Florida. Morikawa giành chiến thắng ba gậy trước Billy Horschel, Viktor Hovland và Brooks Koepka.
Vào ngày 18 tháng 7, Morikawa đã giành chức vô địch giải The Open năm 2021 tại câu lạc bộ gôn Royal St George ở Kent, Anh. Morikawa đã thắng Jordan Spieth hai gậy. Anh trở thành cầu thủ đầu tiên kể từ Bobby Jones vào năm 1926 vô địch hai giải chuyên nghiệp trong tám lần tham gia hoặc ít hơn. Anh cũng trở thành cầu thủ đầu tiên giành được vị trí dẫn đầu trong hai giải đấu chuyên nghiệp khác nhau trong lần ra mắt đầu tiên của mình.
Vào tháng 8, Morikawa kết thúc với vị trí đồng hạng 3 tại Thế vận hội Olympic tại thủ đô Tokyo của Nhật Bản. Anh đã thua trong trận playoff 7 người để giành huy chương đồng.

## Chiến thắng nghiệp dư
- 2013 Western Junior
- 2015 Trans-Mississippi Amateur
- 2016 Silicon Valley Amateur, Sunnehanna Amateur
- 2017 ASU Thunderbird Invitational, Northeast Amateur
- 2018 Wyoming Desert Intercollegiate, Querencia Cabo Collegiate, Annual Western Intercollegiate
- 2019 The Farms Invitational, Pac-12 Championship

Nguồn:

## Chiến thắng chuyên nghiệp(5)
Chiến thắng ở các giải thuộc PGA Tour (5)
| Legend                       |
| ---------------------------- |
| Các giải Major (2)           |
| World Golf Championships (1) |
| Các giải PGA Tour khác (1)   |

| STT | Thời gian      | Giải                     | Số gậy                      | Số gậy thực so với tiêu chuẩn | Khoảng cách với Á Quân | Á Quân                                        |
| --- | -------------- | ------------------------ | --------------------------- | ----------------------------- | ---------------------- | --------------------------------------------- |
| 1   | 28 thg 7, 2019 | Barracuda Championship   | 47 điểm (13-7-13-14=47 gậy) | 47 điểm (13-7-13-14=47 gậy)   | 3 điểm                 | Troy Merritt                                  |
| 2   | 12 thg 7, 2020 | Workday Charity Open     | 65-66-72-66=269             | -19                           | Playoff                | Justin Thomas                                 |
| 3   | 9 thg 8, 2020  | PGA Championship         | 69-69-65-64=267             | -13                           | 2 gậy                  | Paul Casey, Dustin Johnson                    |
| 4   | 28 thg 2, 2021 | WGC-Workday Championship | 70-64-67-69=270             | -18                           | 3 gậy                  | Billy Horschel, Viktor Hovland, Brooks Koepka |
| 5   | 18 thg 7, 2021 | The Open Championship    | 67-64-68-66=265             | -15                           | 2 gậy                  | Jordan Spieth                                 |

*Chú thích: Giải vô địch Barracuda sử dụng hệ thống tính điểm Stableford đã sửa đổi.
Kỷ lục đấu loại trực tiếp của PGA Tour (1–2)
| STT | Năm  | Giải                     | Đối thủ         | Kết quả                                 |
| --- | ---- | ------------------------ | --------------- | --------------------------------------- |
| 1   | 2020 | Charles Schwab Challenge | Daniel Berger   | Thua điểm par của đối thủ ở hố đầu tiên |
| 2   | 2020 | Workday Charity Open     | Justin Thomas   | Thắng với điểm birdie ở hố thứ 3        |
| 3   | 2021 | Memorial Tournament      | Patrick Cantlay | Thua điểm par của đối thủ ở hố đầu tiên |

Chiến thắng European Tour (3)
1. ↑  Bảng xếp hạng Golfer Nghiệp dư Thế giới. “Collin Morikawa”.